# Бултфонтейніт
Бултфонтейніт (рос. бултфонтейнит; англ. bultfonteinite; нім. Bultfonteinit m) – мінерал, гідроксилсилікат кальцію острівної будови, який містить флуор.

## Загальний опис
Хімічна формула: Ca2F(SiO3,OH)xH2O. Містить(%): CaO – 53,37; F – 8,63; SiO2 – 28,58; H2O – 13,06.
Сингонія триклінна.
Утворює радіально волокнисті агрегати і сфероліти.
Густина 2,73.
Твердість 5,0
Колір рожевий.
Блиск скляний. У шліфах безбарвний.
Асоціює з кальцитом, апофілітом, натролітом, долеритом та включеннями глинистих сланців в кімберлітах. Рідкісний.